# شینگو آکامین
شینگو آکامین (انگلیسی: Shingo Akamine؛ زادهٔ ۸ دسامبر ۱۹۸۳) فوتبالیست اهل ژاپن است.
از باشگاه‌هایی که در آن بازی کرده‌است می‌توان به توکیو و گامبا اوساکا اشاره کرد.